# هالي جونسون
هالي جونسون (بالإنجليزية: Haley Johnson)‏ هي متسابقة بياثل أمريكية، ولدت في 8 ديسمبر 1981 في دنفر في الولايات المتحدة.

## وصلات خارجية
- هالي جونسون على موقع IBU (الإنجليزية)
- هالي جونسون على موقع أوليمبيديا (الإنجليزية)